# Yoshiko Miura
Yoshiko Takahara (em japonês: 高原 徳子, 1949 – 6 de novembro de 2023), mais conhecida pelo nome artístico de Yoshiko Miura (em japonês: 三浦徳子), foi uma letrista japonesa.

## Vida e carreira
Nascida em Hirosaki, Miura começou sua carreira profissional em 1978, e no mesmo ano ela chegou ao sucesso escrevendo o hit de Junko Yagami "Mizuiro no Ame". Ela é mais conhecida internacionalmente por suas canções-tema de anime, notavelmente "Cat's Eye" de Anri e "LOVE Sarigenaku" de Takako Ōta (de Creamy Mami, the Magic Angel).
Miura escreveu canções para Yōko Oginome, Yu Hayami, Hiromi Go, Seiko Matsuda, Miki Matsubara (para quem escreveu o hit "Mayonaka no Door"), Shizuka Kudo, Kenji Sawada, Yoshie Kashiwabara, e Junko Yagami entre outros. Entre seus sucessos posteriores, estava "Sexy Summer ni Yuki ga Furu" do Sexy Zone. Ela escreveu "Mayonaka no Dance" para Hironobu Kageyama em 1983.
Ela morreu de pneumonia em 6 de novembro de 2023, aos 75 anos.